# Moore Haven
Moore Haven es una ciudad ubicada en el condado de Glades en el estado estadounidense de Florida. En el Censo de 2010 tenía una población de 1.680 habitantes y una densidad poblacional de 564,54 personas por km².

## Geografía
Moore Haven se encuentra ubicada en las coordenadas 26°50′3″N 81°5′52″O / 26.83417, -81.09778. Según la Oficina del Censo de los Estados Unidos, Moore Haven tiene una superficie total de 2.98 km², de la cual 2.79 km² corresponden a tierra firme y (6.35%) 0.19 km² es agua.

## Demografía
Según el censo de 2010, había 1.680 personas residiendo en Moore Haven. La densidad de población era de 564,54 hab./km². De los 1.680 habitantes, Moore Haven estaba compuesto por el 61.19% blancos, el 24.82% eran afroamericanos, el 0% eran amerindios, el 0.42% eran asiáticos, el 0% eran isleños del Pacífico, el 11.43% eran de otras razas y el 2.14% pertenecían a dos o más razas. Del total de la población el 35.6% eran hispanos o latinos de cualquier raza.